# 阿賀英登
阿賀 英登（あが ひでと）は、日本の編集技師である。横浜放送映画専門学院（現・日本映画大学）卒業。担当作品『雨あがる』と『阿弥陀堂だより』で日本アカデミー賞優秀編集賞を受賞。

## 主な作品

### 映画
- 駅 STATION（1981年）
- 夢（1990年）
- 雨あがる（1999年）
- 阿弥陀堂だより（2002年）
- 千の風になって（2003年）
- 博士の愛した数式（2005年）
- 明日への遺言（2007年）
- 蜩ノ記（2014年）
- 雪の花 -ともに在りて-（2025年）

## 受賞歴
- 第38回日本アカデミー賞優秀編集賞（2014年、『蜩ノ記』）[1]